# Ковёр-обормот
«Ковёр-обормот» (англ. Carpet Diem) — 16 серия 1 сезона американского мультсериала «Гравити Фолз».

## Сюжет
Мэйбл пригласила на ночёвку своих подруг Гренду и Кэнди. Чтобы не сидеть с девочками всю ночь, Диппер уходит спать на улицу. Утром Диппер решает, что ему нужна своя комната. После этого приходит Зус и говорит, что нашёл потайную комнату. Дядя Стэн говорит, что комнату получит тот, кто будет лучше к нему подлизываться, и близнецы начинают в этом соревноваться. Когда они входят в комнату, чтобы её осмотреть, то видят ковёр голубого цвета с маркировкой «Эксперимент № 78». Ходя по ковру, Диппер разрабатывает статическое электричество, после чего дотрагивается до Мэйбл. В результате чего они меняются телами. После чего начинают подставлять друг друга, чтобы другому не досталась комната. После того, как близнецы покинули комнату, в неё заходит Зус и начинает убираться, но видит что на ковре лежит Пухля, который создаёт статическое электричество, и Зус начинает его гладить, тогда они также меняются телами и Зус в теле Пухли убегает в город, а Пухля в теле Зуса получает повышение зарплаты от дяди Стэна и идёт на «свидание» с девушкой, которая заблудилась.
Позже Зуса (в теле Пухли) пытается догнать и съесть старик МакГакет. В это время подружки Мэйбл снова приходят ней на ночёвку. Забирают её (в теле Диппера) в комнату, но не берут Диппера (в теле Мэйбл).
Позже Диппер узнаёт, что Мэйбл получила ключ от комнаты. И чтобы отомстить Мэйбл, Диппер просит Гренду и Кэнди накрасить её (в теле Диппера). После того, как все они находились на ковре, они вновь меняются телами, и объяснив всю подружкам Мэйбл ещё несколько раз меняются телами. В этот момент в комнату забегают МакГакет, Зус (в теле Пухли), Шериф Блабс и его напарник Дурланд, которые также меняются по несколько раз телами, но в результате все стали сами собой.
После чего Диппер и Мэйбл продолжают борьбу за ключ, но уже на чердаке. Там они признаются друг другу, что на самом деле не хотели разъезжаться. Диппера просто раздражало, что Мэйбл из-за своих подружек мало времени проводит с ним, в итоге Мэйбл отдаёт ключ Дипперу.
Диппер ложится спать в своей новой комнате, а Стэн забирает ковёр. В конце концов Диппер, осознав, что находится один — без Мэйбл, равно как и Мэйбл, то решает отдать комнату Зусу, чтобы он организовал там новую комнату отдыха и переезжает обратно на чердак.

## Вещание
В день премьеры эпизод посмотрели 3,36 млн человек.

## Отзывы критиков
Обозреватель развлекательного веб-сайта The A.V. Club Аласдер Уилкинс поставил эпизоду оценку «B», отметив, что «эпизод является самым поразительным, так как смена тел призвана дать близнецам возможность увидеть мир с точки зрения друг друга. В эмоциональной кульминации эпизода эти двое находят общий язык, когда Мэйбл понимает, что Диппер так отчаянно хочет заполучить комнату, потому что чувствует себя „неловким и потным“. Это прямолинейное описание того, каково это — быть мальчиком на пороге подросткового возраста, но это не похоже на понимание, которое мы действительно видели, как Мэйбл извлекает из своего опыта в теле Диппера. Более того, Диппер не упоминает ни о чём, чему он научился за время пребывания в теле Мэйбл. Приколы со сменой тел в этом эпизоде не обязательно нуждаются в морали, но та, которую он представляет, когда Диппер и Мэйбл по-новому оценивают друг друга, кажется недостаточно развитой. Но, анимация с лихвой компенсирует все недостатки повествования».